# Талмедж (Каліфорнія)
Талмедж (англ. Talmage) — переписна місцевість (CDP) в США, в окрузі Мендосіно штату Каліфорнія. Населення — 986 осіб (2020).

## Географія
Талмедж розташований за координатами 39°7′52″ пн. ш. 123°9′50″ зх. д. / 39.13111° пн. ш. 123.16389° зх. д. (39.131198, -123.163838).  За даними Бюро перепису населення США в 2010 році переписна місцевість мала площу 4,12 км², з яких 4,12 км² — суходіл та 0,00 км² — водойми.

## Демографія
Згідно з переписом 2010 року, у переписній місцевості мешкало 1130 осіб у 330 домогосподарствах у складі 220 родин. Густота населення становила 274 особи/км².  Було 382 помешкання (93/км²).
Расовий склад населення:
| - 44,5 % — білих - 24,2 % — азіатів - 2,4 % — корінних американців - 0,4 % — вихідців з тихоокеанських островів - 0,3 % — чорних або афроамериканців - 24,6 % — осіб інших рас |

До двох чи більше рас належало 3,7 %. Частка іспаномовних становила 32,4 % від усіх жителів.
За віковим діапазоном населення розподілялося таким чином: 24,0 % — особи молодші 18 років, 65,9 % — особи у віці 18—64 років, 10,1 % — особи у віці 65 років та старші. Медіана віку мешканця становила 37,0 року. На 100 осіб жіночої статі у переписній місцевості припадало 82,0 чоловіків;  на 100 жінок у віці від 18 років та старших — 80,5 чоловіків також старших 18 років.
Середній дохід на одне домашнє господарство  становив 84 278 доларів США (медіана — 73 523), а середній дохід на одну сім'ю — 88 356 доларів (медіана — 82 125). За межею бідності перебувало 10,9 % осіб, у тому числі 2,4 % дітей у віці до 18 років та 7,6 % осіб у віці 65 років та старших.
Цивільне працевлаштоване населення становило 717 осіб. Основні галузі зайнятості: освіта, охорона здоров'я та соціальна допомога — 27,6 %, будівництво — 19,7 %, виробництво — 15,2 %.